# Körmendi-Frim Ervin
Körmendi-Frim Ervin, született Frim Ervin (Budapest, 1885. március 27. – Budapest, 1939. október 1.) magyar festő.

## Élete
A Krisztinavárosban született. Tanulmányait Hollósy Simonnal kezdte, majd Münchenben és Jean-Paul Laurens-nél tanult Párizsban. 1904-től szerepelt kiállításokon Párizsban, Londonban és Bécsben. A Nagybányai művésztelepen is működött. 1910-ben kisebb gyűjteményt állított ki a budapesti Művészházban. Párizsi, nürnbergi városrészleteket, csendéleteket, arcképeket mutatott be Cezanne hatása alatt fejlődött stílusban. 1918-ban önálló kiállítása volt Budapesten. Tagja volt a Képzőművészek Új Társaságának. Évekig Nürnbergben élt, ahol nemcsak festett, hanem restaurálással is foglalkozott. 1933-ra hazatért Németországból és megalapította a Műterem nevű kiállítóhelyiséget, amellyel nehéz sorsú művészeken igyekezett segíteni.
1939. október 3-án helyezték örök nyugalomra a Rákoskeresztúri temetőben. Temetésén búcsúbeszédet mondott Bíró József és Nemes József festőművész.

## Családja
Apja Frim Jakab (1852–1919) orvos, pedagógus, anyja Goldreich Anna volt. Öccse Körmendi-Frim Jenő szobrász, egyetemi tanár és éremművész. Sógornője Fejérváry Erzsi festő, keramikus. Házastársa Lebeau Erika volt, akivel 1932. július 23-án Budapesten kötött házasságot.

## Kiállításai
- Művészház (Budapest, 1910)
- Frenkel József műkereskedő szalonja (Budapest, 1918)
- Ernst Múzeum (Budapest, 1928)
- Fränkel Szalon (Budapest, 1933)

## Díjai, elismerései
- III. osztályú magyar érdemkereszt (1929)[6]